# Тмеза
Тме́за (тж. тме́зис; др.-греч. ἡ τμῆσις, разрезание, разрубание, рассечение) — структурное явление в античном стихе; разделение составного слова посредством другого слова. Например: κατα δάκρυ χεύομαι (Hom. Il. I, 413), где разделено καταχεύομαι; Quo nos cumque feret fortuna (Hor. Carm. I 4, 25), где разделено «quocumque».
Тмеза часто использовалась поэтами для придания тексту дополнительных коннотаций; например: Argi nempe soles subire Letum (Mart. Ep. I 117, 9) без тмезы на «Argiletum» будет иметь вид «nempe soles subire Argiletum», «ведь постоянно ходишь Аргилетом», то есть через Аргилет (улица и район в Риме в I веке н. э.); словосочетание «subire Letum», возникающее в результате тмезы, значит «ходишь смертью», то есть через смерть, что придаёт гротескный комизм контексту и подчёркивает неблагоприятную репутацию, которую имел этот городской район.